# Саприкін Григорій Давидович
Григо́рій Дави́дович Сапри́кін (12 жовтня 1905, місто Сулин Області Війська Донського, тепер Ростовської області, Російська Федерація — 1967, місто Красний Сулин, Ростовської області, Російська Федерація) — радянський партійний діяч, 1-й секретар Челябінського обласного комітету ВКП(б). Депутат Верховної Ради СРСР 1-го скликання (1941—1946).

## Біографія
Народився 30 вересня (12 жовтня) 1905 року в місті Сулин Області Війська Донського. Був підкидьком, виховувався прийомними батьками в родині залізничного робітника.
У травні 1922 — серпні 1925 року — ремонтний робітник служби шляху на станції Сулин Південно-Східної залізниці. У 1922 році вступив до комсомолу.
Член РКП(б) з серпня 1925 року.
У серпні 1925 — лютому 1926 року — секретар комітету комсомолу (РЛКСМ) міста Сулин. З лютого по вересень 1926 року — робітник Сулинського паровозного депо.
У вересні 1926 — вересні 1929 року — студент робітничого факультету при Ленінградському електротехнічному інституті імені Леніна в Ленінграді. З вересня 1929 по червень 1932 року — студент Московського інституту сталі імені Сталіна в Москві, здобув фах інженера-металурга.
У червні 1932 — травні 1938 року — змінний інженер, начальник зміни доменного і мартенівського цехів, начальник відділу кадрів Красносулинського металургійного заводу Ростовської області.
У травні 1938 — січні 1939 року — заступник голови виконавчого комітету Ростовської обласної ради.
У січні — травні 1939 року — 3-й секретар Ростовського обласного комітету ВКП(б).
У травні 1939 — січні 1940 року — 2-й секретар Ростовського обласного комітету ВКП(б).
У лютому 1940 — 4 січня 1942 року — 1-й секретар Челябінського обласного і міського комітетів ВКП(б). З 29 вересня 1941 року уповноважений ДКО СРСР по забезпеченню випуску танків і виробів для танків на ЧТЗ. Знятий з посади після обвалення стін корпусу одного з оборонних заводів у Челябінську.
У лютому 1942 — листопаді 1944 року — директор Новотроїцького металургійного заводу, директор Орсько-Халіловського металургійного комбінату в місті Новотроїцьк Чкаловської області.
У листопаді 1944 — травні 1950 року — начальник навчально-курсового комбінату, в. о. заступника директора з праці і кадрів, заступник директора із загальних питань та побуту Єнакіївського металургійного заводу Сталінської області УРСР.
З травня 1950 по грудень 1955 року — заступник директора Красносулинського металургійного заводу Ростовської області.
З грудня 1955 року — майстер, начальник ливарного цеху Красносулинського металургійного заводу Ростовської області.
У вересні 1956 року виключений з КПРС. Відновлений в КПРС рішенням КПК при ЦК КПРС 1 лютого 1957 року з оголошенням суворої догани за «участь у поданні в партійні та інші органи анонімних заяв».
З кінця 1950-х років — на пенсії в місті Красний Сулин Ростовської області. Партійні документи погашені Ростовським обласним комітетом КПРС в червні 1967 року як на померлого.

## Нагороди
- орден Трудового Червоного Прапора
- ордени
- медалі